# Pseudacris fouquettei
Pseudacris fouquettei är en groddjursart som beskrevs av Lemmon, Lemmon, Collins och David Cannatella 2008. Pseudacris fouquettei ingår i släktet Pseudacris och familjen lövgrodor. IUCN kategoriserar arten globalt som livskraftig. Inga underarter finns listade i Catalogue of Life.